# Whipplea modesta
Whipplea es un género monotípico perteneciente a la familia Hydrangeaceae. Su única especie: Whipplea modesta Torr., es originaria de  la región de la costa del Pacífico en los Estados Unidos.

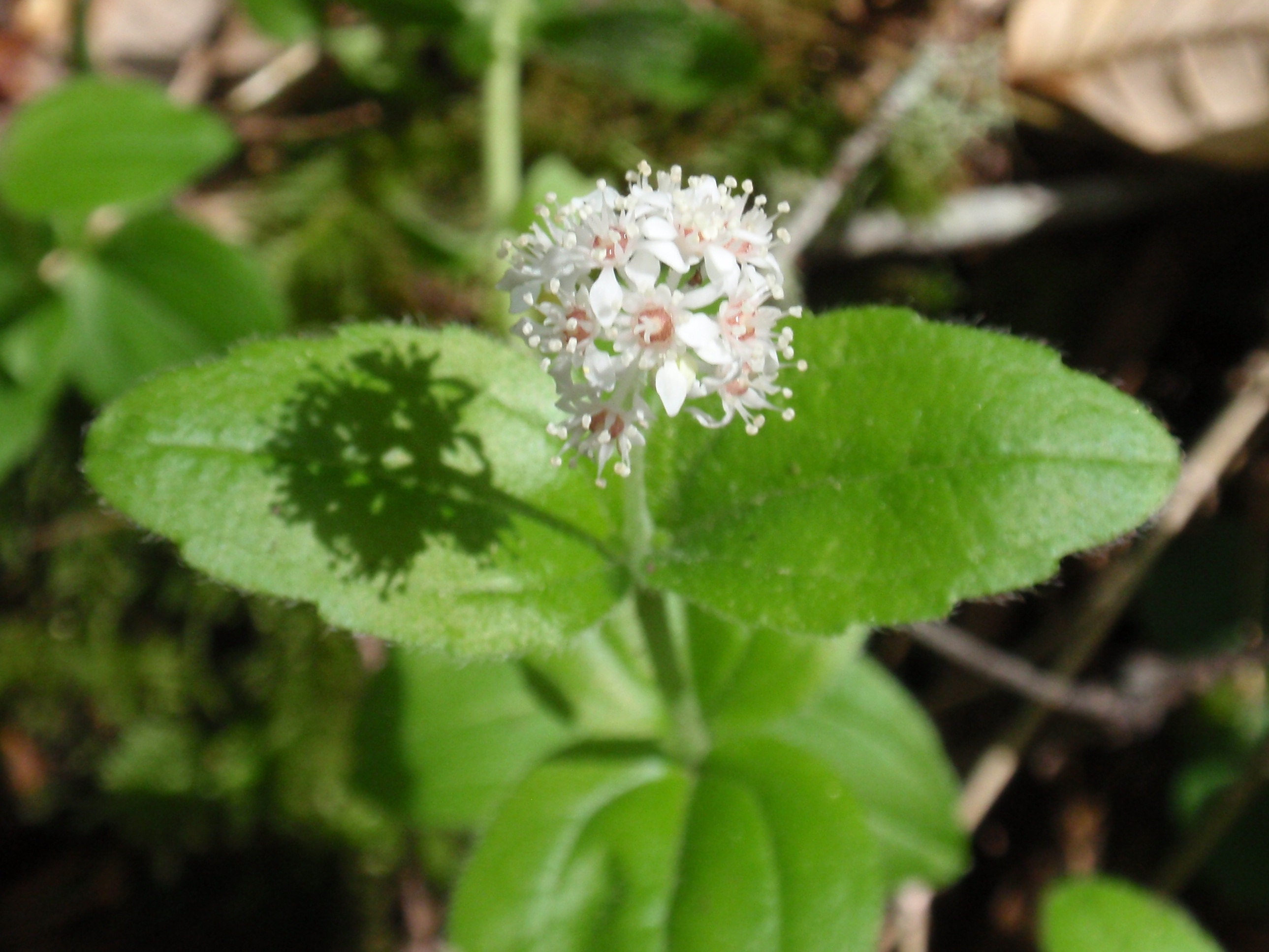
Vista de la planta en flor

## Descripción
Es un subarbusto que tiene los tallos principales postrados y los laterales y terminales decumbentes a erectos; de color gris-marrón, pelado como bandas estrechas. Las hojas son persistente, ± sésils de  1.5–4 cm de largo y 1–3 cm de ancho, aovadas a elípticas, la superficie superior con pelos ascendente. La inflorescencia se produce en cima o racimo denso con 4-12 flores. Las flores de color blanco.

## Distribución y hábitat
Se encuentra en las pendientes de las laderas en los bosques  de coníferas a una altura de  <1400 metros. Se distribuye por el nordeste de California y la costa sur.

## Taxonomía
Whipplea modesta fue descrita por John Torrey  y publicado en Pacif. Railr. Rep.  4(5): 90-91 en el año 1857.
Etimología
Whipplea parece haber sido la primera registrada en 1853 por el explorador botánico escocés John Jeffrey en el Valle Umpqua cerca de Monte Shasta, California, y nombrado en honor del teniente Amiel Weeks Whipple (1817-1863), topógrafo e ingeniero estadounidense.
modesta: epíteto latíno que significa "modesta"